# Harnisch

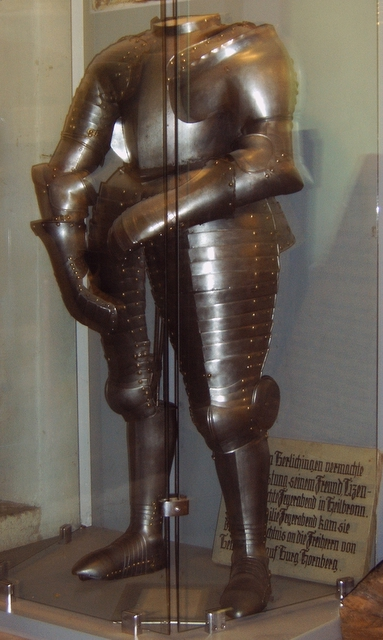
Originalrüstung von Götz von Berlichingen, Museum Burg Hornberg

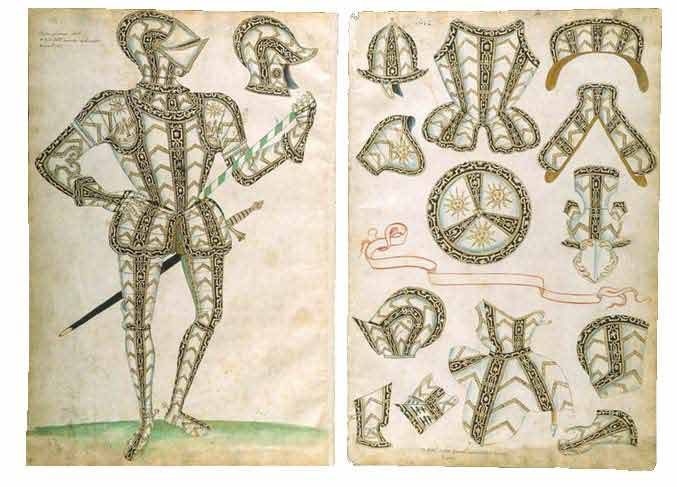
Harnisch im 16. Jahrhundert

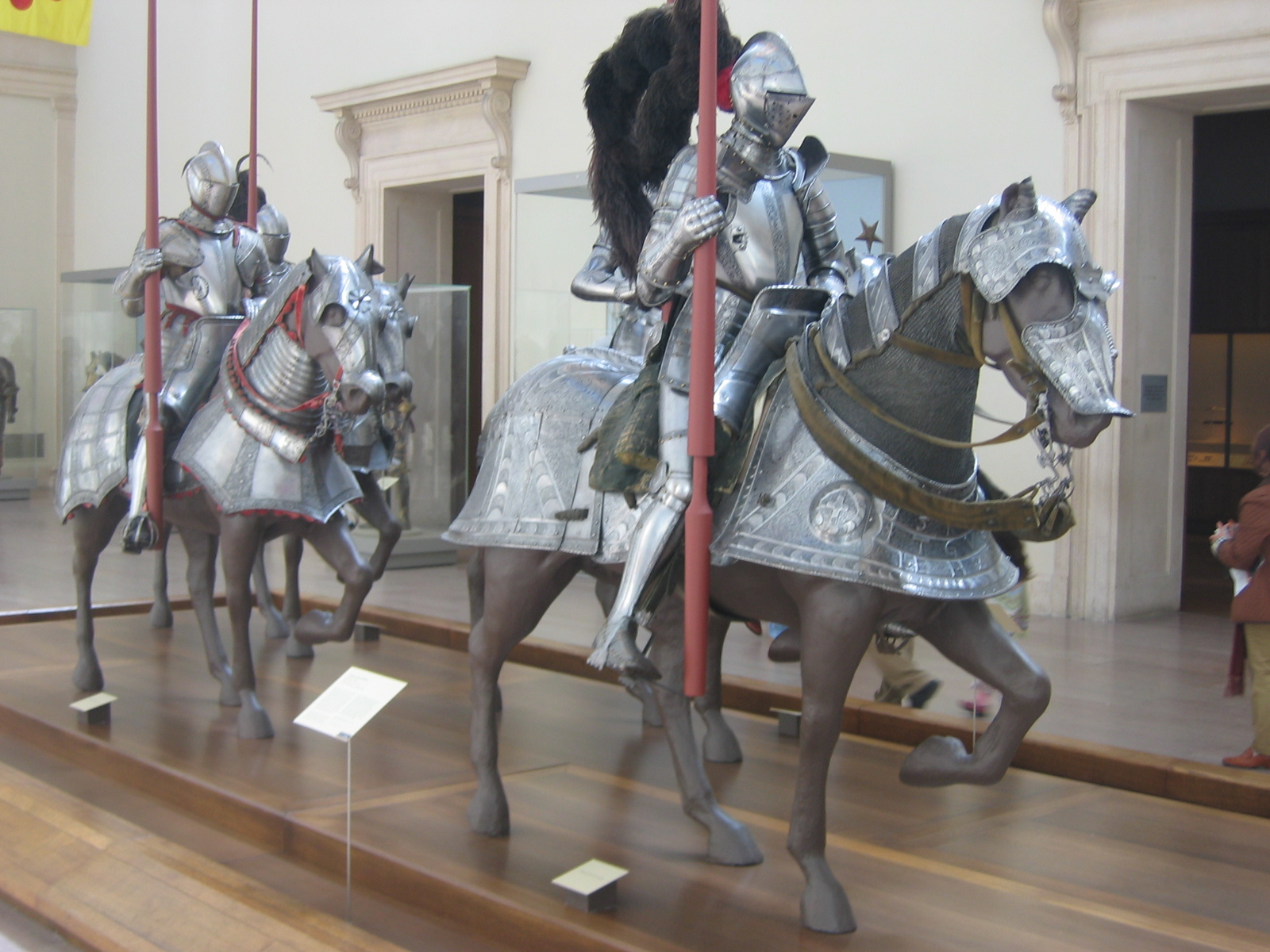
Reiterharnisch Kaiser Maximilians, Metropolitan Museum of Art, New York

Ein Harnisch (mittelhochdeutsch harnasch, von altfranzösisch harnais; ursprünglich vermutlich aus dem altnordischen *hernest „Heeresvorrat“) ist die den Körper bedeckende Rüstung eines Ritters. Angefertigt wurden auch Pferdeharnische und Elefantenharnische.

## Begriffsgeschichte
Ursprünglich wurde die Bezeichnung auf die gesamte Ausrüstung (Vollharnisch) eines Ritters angewandt. Um etwa 1200 wandelte sich die Bedeutung und der harnasch war nur noch der zum Schutz des Oberkörpers bestimmte Teil der Rüstung.
Im Hochmittelalter war der Harnisch eine auch „Brünne“ oder „Haubert“ genannte Kettenrüstung, die sich über verschiedene Mischformen zum spätmittelalterlichen und frühneuzeitlichen Plattenpanzer entwickelte. Solche Rüstungen wurden von einem Plattner hergestellt und anschließend von einem Harnischfeger poliert oder geätzt.

## Typologie
Harnisch ist eine Sammelbezeichnung für Schutzwaffen innerhalb der Gruppe der Rüstungen, die zur Körperbedeckung dienen. Untergruppen von Harnischen haben sich in verschiedenen Zeiträumen, Kulturkreisen und nutzungsbezogen entwickelt. Insbesondere sind dazu bekannt:
- Dreiviertelharnisch, bei dem der Lederstiefel und Lederhandschuhe die entsprechenden Rüstungselemente ersetzen. Seit dem frühen 17. Jahrhundert vor allem bei der Reiterei üblich.
- Halbharnisch, bei dem zusätzlich auf Schulter-, Arm- und/oder Beinschienen verzichtet wurde. Üblich bei Fußsoldaten und Reitern.
- Küriss, eine Variante der Halbharnische für die Reiterei. Nicht zu verwechseln mit dem Kürass, der nur den Brust- bzw. Rückenpanzer umfasste.
- Prunkharnisch, aufwändig verziert, zugunsten des Tragekomforts meist von geringem Gewicht und dann ohne Schutzwirkung. In der Porträtmalerei des Barock noch bis ins zweite Drittel des 18. Jahrhunderts hinein als adeliges Statussymbol dargestellt, ähnlich der Halsberge und des ebenfalls anachronistischen, in der Realität nicht mehr getragenen spätmittelalterlichen Helms.

Beispiele für weitere vor- und frühgeschichtliche, antike, mittelalterliche und frühneuzeitliche Rüstungen:
- Textilrüstung
- Lederrüstung
- Glockenpanzer
- Klappenpanzer
- Muskelpanzer
- Lamellenpanzer
- Schuppenpanzer
- Kettenrüstung
- Schienen- od. Spangenpanzer
- Brigantine
- Plattenrock
- Plattenpanzer
- Stech- und Rennzeug
- Japanische Rüstung (Yoroi)
- Stepppanzer aus Seide (Mongolische Kriegführung)

Insbesondere seit dem Spätmittelalter kamen Plattenrüstungen auf, die für eine bestimmte Verwendung geeignet waren, siehe dazu: Arten von Plattenpanzern.